# Cartierul Florilor, Făgăraș
Florilor este un cartier al Municipiului Făgăraș din județul Brașov, Transilvania, România.